# Паттерсон, Лакейша
Лакейша Паттерсон (англ. Lakeisha Patterson) ― австралийская пловчиха-паралимпиец. Двукратная чемпионка Игр Содружества (2018), двукратная чемпионка мира (2015, 2019), трехкратная чемпионка Паралимпийских игр (2016, 2020).

## Биография
Родилась 5 января 1999 года в Водонга, Виктория, Австралия.
С детства болеет болезнью Паркинсона, эпилепсией и церебральным параличом левой гемиплегии. В 2020 году она получает степень бакалавра коммуникаций (специальность «Цифровые медиа») в Университете Квинсленда.
Живёт в Кабултуре, Квинсленд.

## Спортивная карьера
Паттерсон начала плавать в возрасте трех лет в рамках реабилитации, направленной на преодоление жесткости мышц. Она классифицируется как пловец S8. Она первоначально тренировалась с тренером Стивом Хадлером в Southern Cross Club, потом тренировалась у Скарборо и Фрейзер в Bribie Island Aquatic.
На Играх Содружества 2014 года в Глазго (Шотландия), выиграла бронзовую медаль в заплыве на 100 м вольным стилем среди женщин S8. На чемпионате мира МПК по плаванию в Глазго в 2015 году она выиграла золотую медаль в женской эстафете 4 × 100 м вольным стилем 34 очка, серебряные медали в женской эстафете на 50 м вольным стилем S8 и смешанной эстафете 4 × 100 м среди женщин — 34 очка. И бронзовые медали на 100 м вольным стилем S8 среди женщин и на 400 м вольным стилем S8 среди женщин.
В 2015 году её тренировал Ян Кэмерон в Паралимпийском учебном центре Университета Саншайн-Кост. В начале 2016 года она перешла к тренеру Харли Коннолли.
В апреле 2016 года она была выбрана в составе национальной сборной на летних Паралимпийских играх 2016 года в Рио-де-Жанейро. Там она выиграла первую в Австралии золотую медаль Паралимпийских игр в Рио, выиграв 400 метров вольным стилем S8, установила новый мировой рекорд, паралимпийский рекорд и рекорд Океании — 4:40:33, сократив 0,11 секунды предыдущего мирового рекорда. Она была членом команды, завоевавшей золотую медаль в женской эстафете 4 × 100 м вольным стилем, 34 очка.
Размышляя об участии в Рио-2016, Паттерсон говорит: "Если бы кто-нибудь год назад сказал мне, что я буду здесь, я бы сказал: «Нет, это шутка». Но после того, как она выиграла свое первое золото, она сказала: «Я знала, что должна атаковать, выходить изо всех сил и продолжать бороться за это, и я знала, что она идет прямо за мной, поэтому мне просто нужно было продолжать идти вперед».
На чемпионате мира по паралимпийскому плаванию в Лондоне в 2019 году она завоевала золотую медаль в заплыве на 400 м вольным стилем среди женщин S9.

### Паралимпиада 2020 в Токио
На Паралимпийских играх в Токио в 2020 году она выиграла золотую медаль в заплыве на 400 м вольным стилем среди женщин S9, повторив свой успех в Рио, но в классе S9.